# Une affaire de cœur : La tragédie d'une employée des P.T.T.
Pour plus de détails, voir Fiche technique et Distribution.
Une affaire de cœur : La tragédie d'une employée des P.T.T. (Ljubavni slucaj ili tragedija sluzbenice P.T.T.) est un film yougoslave réalisé par Dušan Makavejev, sorti en 1967.

## Synopsis
À Belgrade, une jeune standardiste d'origine hongroise noue une relation amoureuse et charnelle  avec un inspecteur sanitaire un peu plus âgé qu'elle, d'origine turco-bosniaque. L'aventure va mal se terminer. Le récit est accompagné de discours prononcés face caméra par un sexologue et par un criminologue.

## Fiche technique
- Titre : Une affaire de cœur : La tragédie d'une employée des P.T.T.
- Titre original : Ljubavni slucaj ili tragedija sluzbenice P.T.T.
- Réalisation : Dušan Makavejev
- Scénario : Dušan Makavejev et Branko Vucicevic
- Pays d'origine : Yougoslavie
- Format : Noir et blanc - 1,66:1 - Mono - 35 mm
- Genre : Drame
- Durée : 79 minutes
- Date de sortie : 1967

## Distribution
- Eva Ras : Izabela, telefonistkinja
- Slobodan Aligrudic : Ahmed, sanitarni inspektor
- Ružica Sokić : Ruza, Izabelina koleginica
- Miodrag Andric : Mica, postar i zavodnik
- Aleksander Kostic : Ekspert za seksualna pitanja
- Zivojin Aleksic : Ekspert za kriminalistiku
- Dragan Obradovic : Obducent
- Rade Ljubisavljevic : Vodoinstalater
- Aca Tadic : Jorgandzija

## Commentaires
Le critique Enrique Seknadje met en avant la scène où l'héroïne refuse de soumettre à son amant, souhaite vivre un amour libre, et il écrit : " Le centre thématique d’Une affaire de cœur nous semble être une critique de l’Institution de la famille et du mariage, la recherche d’une voie à travers laquelle l’Homme pourra espérer supprimer ce qui lui est nuisible et se réformer, éradiquer la peste émotionnelle qui pourrit son existence – pour reprendre une formule de Wilhelm Reich, psychanalyste engagé qui a tant compté pour Makavejev. Retenons, pour l’occasion, un extrait du chant révolutionnaire entendu dans le film. Le texte est écrit en 1918 par Vladimir Maïakovski, et mis en musique par Hanns Eisler… « Il suffit de vivre selon la loi donnée par Adam et Ève. Nous conduirons le bourreau à l’histoire » .